# Teghenik
Teghenik (in armeno Թեղենիք?, in passato Tghit) è un comune dell'Armenia di 681 abitanti (2008) della provincia di Kotayk'.